# Stora Rankbågatjärnen
Stora Rankbågatjärnen är en sjö i Lycksele kommun i Lappland och ingår i Öreälvens huvudavrinningsområde. Sjön har en area på 0,0481 kvadratkilometer och ligger 172,1 meter över havet.

## Delavrinningsområde
Stora Rankbågatjärnen ingår i det delavrinningsområde (712296-165119) som SMHI kallar för Inloppet i Örträsksjön. Medelhöjden är 199 meter över havet och ytan är 6,03 kvadratkilometer. Räknas de 109 avrinningsområdena uppströms in blir den ackumulerade arean 1 770,37 kvadratkilometer. Avrinningsområdets utflöde Öreälven (Örån) mynnar i havet. Avrinningsområdet består mestadels av skog (92 procent). Avrinningsområdet har 0,05 kvadratkilometer vattenytor vilket ger det en sjöprocent på 0,8 procent.